# Адири
Адири (на арабски: ادري Adrī) е главният град на Уади Ал Шати в Либия. Градът е с население 4612 души, като данните са от 2010 година.